# Martin Koller
Martin Koller (* 16. September 1971 in Villach) ist ein österreichischer Gitarrist.
Koller studierte zunächst Gitarre am Kärntner Landeskonservatorium Klagenfurt. In Boston setzte er sein Studium am Berklee College of Music bei Gary Burton, Mick Goodrick, George Garzone und anderen fort und schloss in „professional music“ mit summa cum laude ab. 
Schwerpunkte seiner Arbeit liegen in der Umsetzung aktueller Strömungen in seinen Kompositionen, zunächst mit der 1994 gegründeten Third Movement (mit Gerald Preinfalk). Diesen Weg setzte er mit Musikern wie Will Calhoun und Terri Lyne Carrington und der zum Quartett erweiterten Formation Martin Koller´s Third Movement und mit Strange Balls of Fire (mit Jojo Mayer und Patrice Moret) fort. Er arbeitete auch mit Nils Petter Molvær, DJ Soul Slinger und dem Vienna Art Orchestra zusammen.
Koller trat auf zahlreichen namhaften internationalen Jazzfestivals auf, darunter dem Montreux Jazz Festival, dem North Sea Jazz Festival, dem Internationalen Jazzfestival Saalfelden, dem Festival International de Jazz de Montreal und dem London Jazzfestival etc.

## Auszeichnungen und Preise
Bereits während seiner Ausbildung in Berklee errang er verschiedene teilweise mit Stipendien verbundene Preise, so 1993 den Berklee Entering Student Scholarship, 1994 den William Leavitt Memorial Scholarship als bester Gitarrist des Jahres, 1994 und 1995 den Berklee Achievement Scholarship sowie 1995 den Berklee Guitar Department Achievement Award. Im Jahr 1999 gewann er den Hans-Koller-Preis in den beiden Kategorien Newcomer des Jahres 1999 und Album des Jahres 1999 (mit seiner CD Martin Koller's Third Movement - Right now).